# بخش د کاچی
بخش د کاچی (به اسپانیایی: Departamento de Cachi) یک منطقهٔ مسکونی در آرژانتین است که در استان سالتا واقع شده‌است. بخش د کاچی ۲٬۹۲۵ کیلومتر مربع مساحت و ۷٬۲۸۰ نفر جمعیت دارد.